# Scyphogyne micrantha
Scyphogyne micrantha là một loài thực vật có hoa trong họ Thạch nam. Loài này được (Benth.) N.E. Br. miêu tả khoa học đầu tiên năm 1906.